# 智凡迪科技
智凡迪科技股份有限公司（簡稱智凡迪，英文全稱Game First International Corp.）是智冠科技旗為智冠科技旗下子公司之一，成立於2005年7月25日。主要提供專業遊戲整合服務給世界各地的知名遊戲公司，給予玩家感受最佳的遊戲體驗及客戶服務。

## 事蹟
- 2013年 巴哈姆特「遊戲大賞」活動-「年度人氣線上遊戲」金賞
- 2013年 巴哈姆特「遊戲大賞」活動-「年度人氣線上遊戲」銀賞
- 2013年 「數位內容系列競賽」活動-「GAME STAR 遊戲之星」「國外代理遊戲─線上遊戲」-銅獎
- 2012年 遊戲基地「遊戲金像獎」活動-「代理線上遊戲」金獎
- 2011年 遊戲基地「遊戲金像獎」活動-「經典線上遊戲」金獎
- 2011年 遊戲基地「遊戲金像獎」活動-「經典線上遊戲」金獎
- 2011年 巴哈姆特「遊戲大賞」活動-「年度人氣線上遊戲」銀賞
- 2010年 遊戲基地「遊戲金像獎」活動-「代理線上遊戲」銅獎
- 2009年 巴哈姆特「遊戲大賞」活動-「年度人氣線上遊戲」金賞
- 2009年 「數位內容系列競賽」活動-「GAME STAR 遊戲之星」國內代理最佳線上遊戲-銅獎
- 2008年 巴哈姆特「遊戲大賞」活動-「年度人氣線上遊戲」金賞
- 2008年 「數位內容系列競賽」活動-「GAME STAR 遊戲之星」國內代理最佳線上遊戲-金獎
- 2007年 電玩大帝國-年度最佳線上遊戲
- 2006年 「數位內容系列競賽」活動-「GAME STAR 遊戲之星」國內代理最受歡迎營運商-金獎
- 2006年 「數位內容系列競賽」活動-「GAME STAR 遊戲之星」國內代理最佳線上遊戲-金獎
- 2005年至2009年 各大遊戲討論區人氣度前三名
- 2015年7月1日宣布與暴雪《魔獸世界》停止代理營運

## 外部連結
- 智凡迪GameFirst官方網站
- 智凡迪的Facebook專頁